# Radikalna partija Italije
Radikalna partija Italije (Partito Radicale, akronim: PR) od 1989. Transnacionalna radikalna partija (Partito Radicale Transnazionale) je partija koja se profilirala kao najoštrija opozicija talijanskoj političkoj vrhuški, koju je smatrala konzervativnim i korumpiranim.
Iako nikada nije postigla visok postotak glasova na izborima i nikad nije sudjelovala u vladi, PR je potaknula brojne nove stvari kako u Italiji, tako i po Europi i svijetu.
PR je njegovala bliske odnose s ostalim partijama talijanske ljevice; od republikanaca i socijalista do komunista i proleterske demokracije, pa je u skladu s tim otvorila svoje redove i članovima drugih partija kroz sistem 
dvostrukog članstva.

## Historija
Radikalna partija je osnovana 1955. na inicijativu članova Liberalne partije i Prijatelja svijeta (Amici del Mondo) okupljenih oko Marija Pannunzija. 
Nakon krize liderstva - 1963., liberalalna lijeva frakcija predvođena Marcom Pannellom nastavila je samostalno voditi partiju sve do III skupštinaa 1967. u Bologni, na kom je usvojen novi statut s federalnom strukturom, i direktnom registracijom novih članova.
Uz klauzulu da nemaju obavezu poštovati bilo kakvu stranačku stegu, ali da moraju plaćati članarinu i tako pomoći samofinanciranju partije, koja će javno podnositi svoje financijske izvještaje.
PR je najbolji rezultat na općim izborima ostvarila -1979. kad je dobila 3,5% glasova i osvojila 18 zastupničnih mjesta u Parlamentu i dva mjesta u Senatu. 
Relativni uspjeh partije bio je rezultat nove linije koju je inicirao Pannella, koji je fokus partije stavio pitanja poput prava na razvod i abortus, koja su u ono vrijeme u još uvijek poprilično konzervativnoj Italiji bila tabu tema, zbog jakog utjecaja crkve. Ali su ta prava ipak izglasana na referendumima 1974. i 1981. što je PR učinio planetarno poznatim.
Sve do 1988. PR je sudjelovao se na nacionalnim i izborima za Europski parlament, ali je na skupštinau održanoj te iste godine odlučeno da se transformiraju u transnacionalni politički entitet, i postanu politička organizacija koja nadilazi ideološke i državne granice, otvorena za suradnju sa svim ljudima koji prihvaćaju njihov svjetonazor.
Na osnovu tog je odlučeno da Radikalna partija zbog tog neće sudjelovati na nacionalnim i izborima.
Na skupštinau partije održanom 1989. Budimpešti PR je i službeno promijenio ime u - Transnacionalna radikalna partija.
Ujedinjeni narodi prepoznali su tu politiku i dodijelili 1995. Transnacionalnoj radikalnoj partiji status člana u 
Ekonomskom i socijalnom savjetu Ujedinjenih naroda kao nevladinoj organizaciji. 
Od tad TRP provodi kampanje za unapređenje i obranu građanskih i političkih prava, a naročito se angažirala da se formira Međunarodni krivični sud za Zločine protiv čovječnosti i da Opća skupština Ujedinjenih naroda 2007. usvoji rezoluciju 62/149 o univerzalnom moratoriju na Smrtnu kaznu.
Te iste godine partija je ponovno promijenila ime u Transpartijska transnacionalna nenasilna radikalna partija.
Osnovni postulati partije danas su;
- Gandhijevo nenasilje
- Transnacionalnost
- Transpartijnost
- Demokratičnost
- Ekološka osvještenost
- Ekologija
- Demokratski federalizam
- Sekularizam
- Evropski federalizam
- Liberalna demokracija
- Liberalni Socijalizam
- Antiprohibicionizam
- Antiklerikarizam
- Antimilitarizam
- Slobodarstvo
- Antiautoritarnost
- Antipartijnost

## Vanjske poveznice
- Partito Radicale Transnazionale (službene stranice) (tal.)